# 奥林匹克运动会瑙鲁代表团
太平洋島國諾魯於1996年首次參加夏季奥林匹克运动会。該國隨後參與悉尼2000年夏季奥运、雅典2004年夏季奥运、北京2008年夏季奥运和伦敦2012年夏季奥运，和里約2016年夏季奥运。
該國以舉重傳統運動聞名，在2012年之前在奧運中代表瑙魯參賽的七名運動員全都是舉重運動員。
諾魯在206個国际奥林匹克委员会會員中，為人口最少的國家。
在Vinson Detenamo的領導下，1990年代初，瑙魯開始奧林匹克運動的項目練習和訓練。1991年時奧林匹克委員會成立，並在同一年與国际奥林匹克委员会會談。1994年5月，瑙魯申請加入國際奧委會，1994年9月，國家被認可，因而開啟參加1996年比賽的道路。
1996年並不是瑙魯運動員第一次參加奧運。舉重選手马库斯·斯蒂芬在1990年大英國協運動會戲劇性的勝利之後，以萨摩亚公民身分參加1992年賽事。斯蒂芬在1996年和2000年為他的祖國再次參加了奧運。 他在2000年排在62公斤級第11位。2009年，成為了該國奧林匹克委員會主席。
保羅·科法（Paul Coffa）是大洋洲舉重聯合會的舉重教練，自1994年以來一直是瑙魯的奧運教練。

## 獎牌榜

### 夏季運動會獎牌榜
| 賽事             | 選手 | 金牌 | 銀牌 | 銅牌 | 總計 | 排名 |
| 1996年亞特蘭大   | 3    | 0    | 0    | 0    | 0    | –    |
| 2000年悉尼       | 2    | 0    | 0    | 0    | 0    | –    |
| 2004年雅典       | 3    | 0    | 0    | 0    | 0    | –    |
| 2008年北京       | 1    | 0    | 0    | 0    | 0    | –    |
| 2012年倫敦       | 2    | 0    | 0    | 0    | 0    | –    |
| 2016年里約熱內盧 | 2    | 0    | 0    | 0    | 0    | –    |
| 2020年東京       | 2    | 0    | 0    | 0    | 0    | –    |
| 2024年巴黎       | 1    | 0    | 0    | 0    | 0    | –    |
| 總計             | 總計 | 0    | 0    | 0    | 0    | –    |

## 運動員
- 舉重
  - 马库斯·斯蒂芬 - 1996, 2000 (第一位)
  - 昆西·德特納莫 - 1996
  - 杰拉德·加拉布萬 - 1996
  - 錫娃·皮歐 - 2000 (第一位女子)
  - 呂那·索羅門 - 2004
  - 伊特·德特納莫 - 2004, 2008, 2012
  - 尤基歐·彼得 - 2004
- 柔道
  - 史萊德·道寶 - 2012
- 田径
  - Jonah Harris - 2020
  - Winzar Kakiouea - 2024

## 外部連結
- . International Olympic Committee.   [2017-06-30]. （原始内容存档于2021-01-28）.
- . Sports-Reference.com.   [2017-06-30]. （原始内容存档于2009-02-20）.